# HPLC
A HPLC, avagy nagy teljesítményű folyadékkromatográfia (angolul High Performance Liquid Chromatography, vagy High Pressure Liquid Chromatography) a biokémiában és analitikai kémiában vegyületek elválasztására, azonosítására és mennyiségi meghatározására gyakran használt kromatográfiás eljárás.
A HPLC rendszer a következő alkotórészekből áll: a kromatográfiás töltetet (állófázist) tartalmazó oszlopból (kolonnából), a mobil fázist (mozgó fázist, eluenst) az oszlopon átnyomó pumpából valamint a molekulák retenciós (visszatartási) idejét jelző detektorból. A retenciós idő az álló fázis, a vizsgált molekula és a mozgó fázis közötti kölcsönhatásoktól függ.

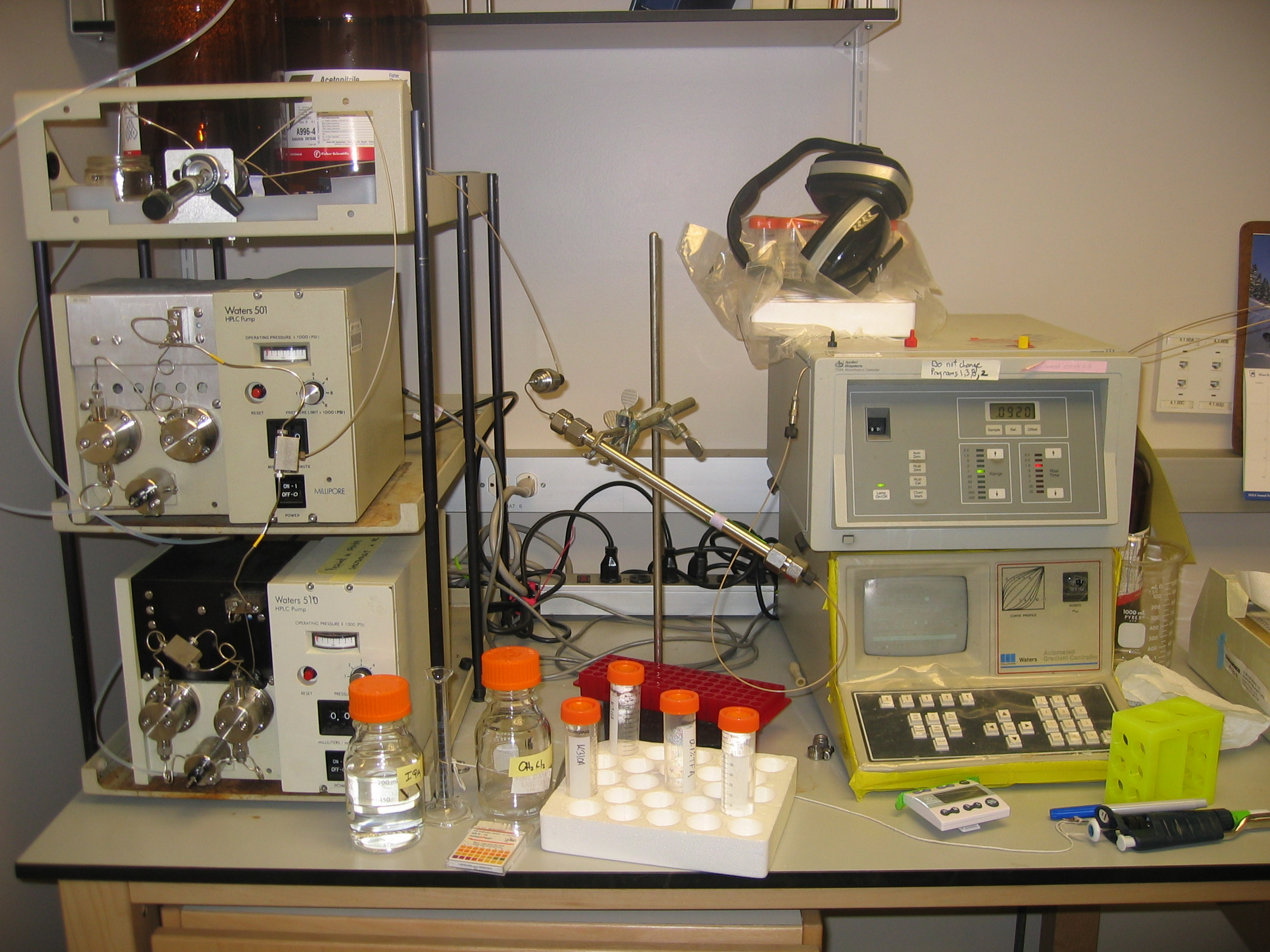
A HPLC készülék - Balról jobbra: két különböző oldószer gradiensét előállító pumpa, töltött acélkolonna, végül az abszorbanciát mérő detektor

## A mérés kivitelezése
A vizsgálandó mintát feloldjuk és az oldat kis térfogatát az áramló mozgó fázisba vezetjük (injektáljuk). A minta, miközben keresztülhalad a kolonnán, az álló fázissal való specifikus kémiai vagy fizikai kölcsönhatások révén visszamarad a folyadékáramhoz képest (retardálódik). A visszatartás mértéke a vizsgálandó anyag és az állófázis tulajdonságaitól valamint a mozgó fázis összetételétől függ. Azt az időtartamot, mely alatt egy adott anyag eluálódik (megjelenik a kolonna végén) retenciós időnek nevezzük. Egy adott rendszerben a retenciós idő az egyes vizsgált vegyületek viszonylag egyedi jellemzője. Nagyobb nyomást alkalmazva megnövelhető a lineáris áramlási sebesség, így a komponenseknek kevesebb idejük marad a kolonnán belüli diffúzióra, ami javítja az egyes anyagok közötti elválást. Mozgó fázisként általában vizet és különböző szerves folyadékokat, leggyakrabban metanolt ill. acetonitrilt használnak. A minta komponenseinek jobb elválasztását segíthetik a vízhez adott pufferek vagy sók, vagy egyéb anyagok, mint például az ionpár képzőként alkalmazott trifluorecetsav.
További lehetőséget jelent a HPLC technikánál a mozgó fázis összetételének mérés közbeni változtatása, amit gradiens elúciónak nevezünk. Például fordított fázisú kromatográfiában a vizsgált anyagok hidrofobicitásának függvényében a mérést kezdhetjük 5% metanolt tartalmazó mozgó fázissal, majd 25 perc alatt a metanol arányát lineárisan 50%-ra növeljük. Gradiens elúciónál a vizsgálandó keverék komponenseinek elválása függ a komponensnek az aktuális mozgó fázis összetételhez valamint az álló fázishoz való affinitásától. Ez a megoszlási folyamat hasonló a folyadék-folyadék extrakciót jellemző megoszláshoz, azzal az eltéréssel, hogy nem lépcsőzetes, hanem folyamatos. A fenti példában, ahol víz/metanol gradienst használtunk, az erősebb hidrofób tulajdonságot mutató komponensek viszonylag magasabb metanol tartalomnál eluálódnak (a metanol a hidrofóbabb komponens), míg a hidrofil komponensek alacsony metanol/magas víz aránynál eluálódnak. Az oldószerek, adalékanyagok és a gradiens megválasztása az állófázis és a vizsgálandó anyag tulajdonságaitól függ.

## A HPLC típusai

### Normál fázisú kromatográfia
A normál fázisú HPLC (NP-HPLC) polaritás alapján választja el a vizsgált minta komponenseit, ez volt az elsőként alkalmazott HPLC-s eljárás. Az NP-HPLC poláris álló fázist és apoláris mozgó fázist alkalmaz, viszonylag poláris anyagok elválasztására alkalmazható hatékonyan. A vizsgálni kívánt poláris anyag kapcsolatba lép a poláris álló fázissal s így visszamarad. Az adszorpció erőssége nő a vizsgált anyag polaritásának növekedésével. A poláris komponens és a (mozgó fázishoz képest) poláris álló fázis kölcsönhatásának erősödésével nő a retenciós idő. A kölcsönhatás erőssége nemcsak a vizsgált molekula funkciós csoportjaitól függ, hanem sztérikus tényezőktől is, ezért ezzel a módszerrel szerkezeti izomerek elválasztása is lehetséges.
Ha a mozgó fázisban polárisabb oldószereket használunk, csökken a vizsgálandó anyagok retenciós ideje, míg hidrofób oldószerek inkább növelik a retenciós időt. Nagyon poláris oldószerek megkötődhetnek az állófázis felszínén, így használatuk deaktiválhatja a kolonnát.
Az NP-HPLC jelentősége az 1970-es években jelentős mértékben lecsökkent a fordított fázisú HPLC fejlődésével párhuzamosan. NP-HPLC esetén jóval kevésbé stabil a retenciós idő, mivel víz vagy más protikus szerves oldószerek megváltoztatják a szilika vagy alumínium-oxid kromatográfiás állófázis hidratáltsági állapotát. Újabban a HILIC állófázisok kifejlesztésével javult a retenciós idő reprodukálhatósága.

### Fordított fázisú kromatográfia
A fordított fázisú HPLC (Reversed phase HPLC, RP-HPLC vagy RPC) esetén az állófázis felülete apoláris, míg a mozgó fázis poláris, jellemzően víz és valamely szerves oldószer elegye. Gyakran használt álló fázis az RMe2SiCl-dal kezelt szilika, ahol R valamilyen egyenes szénláncú alkilcsoport, pl. C18H37 vagy C8H17. Ilyen álló fázisokat alkalmazva az apolárosabb molekulák retenciós ideje hosszabb, míg a poláros molekulák gyorsabban eluálódnak. Apoláros oldószert adva a mozgó fázishoz csökkenthetjük, míg hidrofilebb oldószer hozzáadásával pedig növelhetjük a retenciós időt. Az RP-HPLC használata annyira elterjedt, hogy gyakran tévesen HPLC-ként emlegetik, minden további pontosítás nélkül. A gyógyszeripar rendszeresen alkalmazza az RP-HPLC-t a gyógyszerek minőség-ellenőrzése során.
Az RP-HPLC a hidrofób kölcsönhatások elvén működik, mely a poláris mozgó fázis, a viszonylag apoláris vizsgálandó anyag és az apoláris állófázis között működő repulzív erők eredménye. A vizsgálandó anyag kötődése az állófázishoz arányos a vizsgált molekula apoláris szegmense körül a vizes mozgó fázisban a ligandummal való kölcsönhatásban kialakuló érintkező felület területével. A retenció csökkenthető, ha kevésbé poláros oldószert (metanolt, acetonitrilt) adva a mozgó fázishoz csökkentjük a víz felületi feszültségét.
A vizsgált molekula szerkezeti tulajdonságai fontos szerepet töltenek be a retenciós tulajdonságok meghatározásában. Általánosságban elmondhatjuk, hogy a nagyobb, a vízzel kapcsolatba nem lépő, hidrofób felülettel rendelkező vizsgálandó anyagok (C-H, C-C, ill. általában az apoláros kötések, mint pl. az S-S) retenciós ideje hosszabb. Másrészt a poláros csoportok, mint például az -OH, -NH2, COO- vagy -NH+3 visszatartása kisebb, mivel ezek jól elegyednek vízzel. Ugyanakkor a nagyon nagy molekulák esetén a ligandumok alkil láncai és a vizsgált anyag nagy felülete közötti kapcsolat hiányos lehet, valamint a molekulának gondot jelenthet az állófázis pórusaiba való belépés.
A hidrofób (apoláris) felülettel arányosan nő a retenciós idő. Az elágazó szénláncú vegyületek gyorsabban eluálódnak, mint egyenes láncú izomerjük, mivel kisebb a felületük. Hasonlóan az egyszeres C-C kötésű vegyületek később eluálódnak, mint a kettős vagy hármas kötésűek, mivel a kettős vagy hármas kötés rövidebb, mint az egyszeres. A mobil fázis felületi feszültsége (az eluens struktúrájának fő rendező ereje) mellett, más mobil fázist módosító anyagok is befolyásolják a vizsgált komponensek retencióját. Például szervetlen sók hozzáadása lineáris összefüggés szerint mérsékelten növeli a vizes oldatok felületi feszültségét (kb. 1,5·10−7 J/cm² per mol NaCl esetén, 2,5·10− J/cm² per mol (NH4)2SO4 esetén), és mivel a vizsgált molekula és az oldószer közötti kapcsolat entrópiáját a felületi feszültség szabályozza, sók hozzáadása növelheti a retenciós időt. Ezt az eljárást alkalmazzák pl. fehérjék gyenge elválasztására, regenerálására és biológiai aktivitásának megőrzésére fehérje analízis során (hidrofób kölcsönhatás kromatográfia - hydrophobic interaction chromatography, HIC).
További fontos tényező az elválasztás szempontjából a pH hatása, mivel megváltoztathatja a vizsgált anyag hidrofobicitását. Ezért a legtöbb módszer valamilyen puffert alkalmaz, például nátrium-foszfátot, a pH szabályozására. A pufferek több szerepet is betöltenek: szabályozzák a pH-t, semlegesítik az álló fázis felszínén esetleg hozzáférhető maradék szilikát töltését valamint ionpár képző reagensként semlegesítik a vizsgált anyag töltését. Az ammónium-formiátot gyakran használják tömegspektrometriás detektálás esetén a bizonyos vizsgált molekulák detektálhatóságának növelésére ammónium komplex képződése miatt. Tömegspektrometriás vizsgálatoknál az eluenshez gyakran adnak illékony szerves savakat, például ecetsavat vagy még gyakrabban hangyasavat. Tömegspektrometriás vizsgálatoknál ritkán alkalmaznak trifluor-ecetsavat, mivel felhalmozódik a detektorban és az oldószer szállító rendszerben, de másféle detektálással dolgozó alkalmazásoknál hasznos lehet karbonsav vegyületek retenciójának növelésében, mivel ez az egyik legerősebb szerves sav. A savak és pufferek hatása az alkalmazástól függ, de általában javítják a kromatográfiás meghatározás minőségét.
A fordított fázisú kolonnák sokkal kevésbé sérülékenyek, mint a normál fázisú szilika oszlopok, bár számos fordított fázisú kolonna alkil-derivatizált szilika szemcséket tartalmaz, melyeket soha nem szabad vízben oldott bázisokkal használni, mivel ezek lebontják a szilika szemcséket. Vízben oldott savakat használhatunk, de lehetőleg ne tegyük ki a kolonnát túl sokáig savaknak, mivel ezek korrodálhatják a HPLC készülék fém alkatrészeit. Használat után az RP-HPLC kolonnákon tiszta oldószert kell áramoltatni, hogy eltávolítsuk a maradék savakat vagy puffereket, majd a megfelelő oldószer alatt kell őket tárolni.
Használat után a fordított fázisú kolonnákon tiszta oldószert kell átáramoltatni a savak vagy sók maradékának eltávolítására, majd megfelelő oldószerelegyben kell tárolni. Ha meg akarjuk őrizni a kolonna elválasztó képességét az oszlop fémtartalmát a lehető legalacsonyabban kell tartani. A kolonna fémtartalmának ellenőrzésére alkalmas a következő módszer: injektáljunk 2,2'- és 4,4'- bipiridin elegyét tartalmazó mintát az oszlopra. Mivel a 2,2'-bipiridin kelátot képezhet fémionokkal, ezért a 2,2'-bipiridin csúcsa torzul, ha fém ionok vannak jelen a szilika felszínén.

### Méretkizárásos(size exclusion)kromatográfia
A méretkizárásos kromatográfia (angolul: size exclusion chromatography, rövidítve: SEC), melyet gél permeációs kromatográfiaként vagy gélszűréses kromatográfiaként is említenek, méret alapján választja el a részecskéket. Általában csak kis felbontás érhető el vele, ezért általában csak a tisztítás utolsó lépéseként használják. Hasznos még tisztított fehérjék harmadlagos vagy negyedleges szerkezetének meghatározásában. Az eljárást széleskörűen alkalmazzák poliszacharidok molekulatömegének meghatározására. A méretkizárásos kromatográfia az Európai Gyógyszerkönyv által is előírt hivatalos módszer a kereskedelmi forgalomban beszerezhető különböző alacsony móltömegű heparinok molekulatömegének összehasonlítására.

### Ioncserés kromatográfia
Ioncserés kromatográfia esetén a retenció az oldott ionok és az álló fázishoz kötött töltéssel rendelkező helyek között létrejövő kölcsönhatáson alapszik. Az ugyanolyan töltésű ionok nem kötődnek az oszlopon. Az alábbi ioncserélő típusok ismeretesek:
- Polisztirol gyanták - ezek alkalmasak keresztkötések kialakítására, mellyel növelhető a lánc stabilitása. A keresztkötöttséget növelve nő az ekvilibrálási idő és egyértelműen javul a szelektivitás.
- Cellulóz és dextrán ioncserélők (gélek) - ezeket nagyobb lyukméretük és alacsonyabb töltéssűrűségük teszi alkalmassá fehérjék elválasztására.
- Kontrollált lyukméretű üveg vagy porózus szilika

Az ioncserélők általában a nagyobb töltésű és kisebb átmérőjű ionokat kötik jobban. Az ellenion (a gyanta funkciós csoportjaira vonatkoztatott) koncentráció növelése csökkenti a retenciós időt. Kationcsere esetén a pH növelése csökkenti a retenciós időt, míg anioncsere esetén a pH csökkentésével érhető el a retenciós idő csökkenése.
Az ioncserés kromatográfiát a következő területeken alkalmazzák széleskörűen: víztisztítás, nyomokban jelenlevő komponensek elődúsítása, ligandumcsere-kromatográfia, fehérjék ioncserés kromatográfiája, szénhidrátok és oligoszacharidok magas pH-n végzett anioncserés kromatográfiája stb.

### Bioaffinitás kromatográfia
A kromatográfia e fajtája biológiailag aktív anyagok azon tulajdonságán alapul, hogy képesek stabil, specifikus és reverzibilis komplexek létrehozására. A komplexek létrehozásában az ismert intermolekuláris kölcsönhatások vesznek részt, mint például a Van der Waals-kölcsönhatások, elektrosztatikus kölcsönhatás, hidrofób kölcsönhatás és hidrogénkötés.

## Izokratikus áramlás és gradiens elúció
Amennyiben a mozgó fázis összetétele az eljárás során állandó izokratikus áramlásról beszélünk. Ettél eltérően az ún. gradiens áramlás esetén az elválasztási folyamat során változik a mozgó fázis összetétele. Például egy 20 perces gradiens során a kiindulási 10% metanolt tartalmazó összetétel 90% metanolra változik. A gradiens lehet növekvő vagy csökkenő is. A gradiens elúció előnye, hogy felgyorsíthatjuk az elválasztást, mivel a gyorsabban eluálódó komponensek eltérő körülmények között eluálódnak az oszlopról, mint amelyeknek nagyobb a visszatartásuk a kolonnán. Az oldószer-összetétel megváltoztatásával az elválasztandó komponensek szelektíven jobban vagy kevésbé köthetők a mozgó fázishoz.

## Kolonna paraméterek

### Belső átmérő
Az érzékenységet és a vizsgálandó anyag kolonnára vihető mennyiségét befolyásoló kritikus paraméter a HPLC oszlop belső átmérője (Internal diameter - ID). Nagyobb kolonnákkal általában ipari alkalmazásoknál találkozunk, mint például gyógyszer alapanyagok tisztítása során. A szűk átmérőjű kolonnáknak nagyobb az érzékenységük és kisebb az oldószer fogyasztásuk aminek a kis terhelhetőség az ára.
- A nagyobb átmérőjű kolonnákat (10 mm felett) anyagok preparatív célú tisztítására használják nagy töltési kapacitásuk miatt.
- A legnépszerűbb kolonna típus az analitikai kolonna (4,6 mm), bár a kisebb kolonnák is egyre inkább teret nyernek. Különféle minták hagyományos mennyiségi elemzéséhez használják leggyakrabban UV/Vis abszorpciós detektorral.
- Narrow-bore (szűk keresztmetszetű) kolonnákat (1–2 mm) olyan esetekben használnak, ha nagy érzékenységre van szükség vagy speciális UV/Vis detektorral, fluoreszcens detektálással vagy más detektálási módszerrel, például HPLC-hez csatolt tömegspektrométerrel.
- Kapilláris kolonnákat (0,3 mm alatt) szinte csak alternatív detektálási technikákkal, például tömegspektrométerrel használnak. Általában ömlesztett szilika kapillárisból készülnek, eltérően a nagyobb belső átmérőjű kolonnáknál általánosan használt rozsdamentes acél burkolattól.

### Részecske méret
A tradicionális HPLC technikában a kis gömb alakú szilícium-dioxid kötött állófázis a leggyakoribb. Ezek a szemcsék több méretben is készülnek, a leginkább használt méret az 5 μm. A kisebb szemcsék általában jobb elválasztást biztosítanak, de az optimális lineáris áramlási sebességhez szükséges nyomás fordítottan arányos a szemcseméret négyzetével. Ez azt jelenti, hogy felére csökkentve a szemcsék méretét a kolonna méretének megtartása mellett a teljesítményt kétszeresére növekszik, ám eközben a szükséges nyomás négyszeresére nő. Nagyobb szemcséket peparatív HPLC-nél (kolonna átmérő 5 cm és >30 cm között) és nem HPLC-s alkalmazásoknál, például szilárd fázisú extrakciónál használatosak. Az utóbbi tíz évben 3 μm és ennél kisebb szemcsék alkalmazására és erre megfelelő készülékek kifejlesztésére került sor. Ezen fejlemények a UHPLC tárgyát képezik.

### Pórusméret
Sok álló fázis porózus, hogy nagyobb legyen a fajlagos felület. A kisebb pórusok nagyobb fajlagos felületet biztosítanak, míg a nagy pórusok kinetikai paraméterei jobbak, különösen nagyobb vizsgálandó anyagok esetén. Például egy fehérje molekula, amely nem sokkal kisebb, mint a pórus mérete behatolhat a pórusba, de ha egyszer bent van nem könnyen jön ki belőle.

### Pumpanyomás
Az alkalmazott pumpák nyomáskapacitása eltérő lehet, teljesítményüket aszerint ítéljük meg, hogy mennyire képesek állandó és reprodukálható áramlási sebességet biztosítani. Az elérhető nyomás 400 bar. A modern HPLC készülékek ennél magasabb nyomáson is képesek dolgozni, így sokkal kisebb szemcseméretű kolonnák alkalmazására is lehetőség nyílik (<2 μm). Ezek az „Ultra High Performance Liquid Chromatography” rendszerek egészen 1200 bar nyomásig képesek dolgozni.

## Fordítás
- Ez a szócikk részben vagy egészben  a   High performance liquid chromatography című angol Wikipédia-szócikk fordításán alapul.  Az eredeti cikk szerkesztőit annak laptörténete sorolja fel. Ez a jelzés csupán a megfogalmazás eredetét és a szerzői jogokat jelzi, nem szolgál a cikkben szereplő információk forrásmegjelöléseként.